# 第十五福栄丸
第十五福栄丸（第十五福榮丸、だいじゅうごふくえいまる）は、第二次世界大戦中に大日本帝国海軍に徴用され、特設捕獲網艇に改造された日本の貨物船である。船舶番号46382、信号符字JYJN。

## 船歴
この船は1939年に三原造船鉄工所で満鮮運輸株式会社の委託を受けて起工した。 1939年8月9日に進水、同年12月8日に完成し、神戸に登録された。 1941年5月10日に大日本帝国海軍に徴用されるまで、貨物船として運航した。
徴用後は特設捕獲網艇に指定され、1941年6月10日に杤木汽船株式会社の造船所で改装が完了した。佐世保鎮守府所管となり、第三艦隊第一根拠地隊第五十二駆潜隊（本艇のほか、特設駆潜艇第十七昭南丸、第五拓南丸が所属）に所属した。部隊は台湾の高雄に拠点を置いた。艇長は田代鷹次 海軍予備中尉であった（1941年5月15日 – 1942年8月25日）。

### バタン島占領
真珠湾攻撃と同時に始まったバタン島占領に従事し、ルソン島攻略作戦を支援するためバスコ飛行場を占領する任務を負った。1941年12月7日、第五十二駆潜隊は第五十三駆潜隊（興嶺丸、第二京丸、第十一京丸）および第五十四駆潜隊（長良丸、第一昭南丸、第二昭南丸）、飛行第二十四戦隊の一部を乗せた大日本帝国陸軍輸送船帝雲丸とともに高雄を出発した。1941年12月8日、バタン島沖で残りの攻略部隊と合流。部隊は特設運送船「球磨川丸」、駆逐艦「山雲」、千鳥型水雷艇4隻（千鳥、真鶴、友鶴、初雁）、第十三号型掃海艇2隻（第十三号掃海艇、第十四号掃海艇）、哨戒艇2隻（第一号哨戒艇、第二号哨戒艇 ）、燕型敷設艇2隻（燕、鴎 ）、特設砲艦3隻（阿蘇丸、木曽丸、南浦丸）、および特設水上機母艦「讃岐丸」とその護衛の駆逐艦「太刀風」であった。

### ラモン湾攻略
フィリピン攻略戦では、本船は昭和16年12月のラモン湾占領のため、第14軍の兵士7,000人を乗せた陸軍輸送船20隻、海軍輸送船白山丸（第1港渠補給隊、第1海軍通信隊搭載）、君島丸（第1海軍警備隊搭載）、仙光丸（第1海軍測量隊搭載）、妙高丸（第1、第2佐世保特別海軍上陸部隊搭載）の護衛を務めた。船団の護衛は、第十五福栄丸、軽巡洋艦長良、重巡洋艦足柄、駆逐艦6隻（時津風、雪風、江風、涼風、海風、山風）、機雷網敷設艦蒼鷹、掃海艇2隻（7号、8号）、補助砲艦・機雷敷設生久島丸、補助砲艦4隻（武将丸、景行丸、観光丸、妙見丸）、特設駆潜艇2隻（第17昭南丸、第5拓南丸）。

### 終末
1942年8月10日、ティモール島沿岸で対潜水艦掃討作戦中に、オーストラリア空軍第13飛行隊の爆撃機ロッキード・ハドソンの攻撃を受け、ベコ市沖で沈没した。 1942年8月25日、徴用解除及び除籍された。

### 諸元
- 総重量：847-876 トン
- 大きさ：185.0' (Lpp) × 30.8' × 16.7'
- 動力：ディーゼルエンジン　1軸　5500bhp
- 速度：巡航時 9 ノット、最大 11 ノット
- 武装：8cm/40口径 deck guns 1門、93式13mm機関銃 1丁、7.7mm機関銃 1丁、60cm探照灯 1基、2 Type 95 DCs racks、1 DC thrower、24 DCs、4 Type 14